# Équipe de Suède féminine de volley-ball
L'équipe de Suède féminine de volley-ball est composée des meilleures joueuses suédoises sélectionnées par la Fédération suédoise de volley-ball (SV, Svenska Volleybollförbundet). Elle est actuellement classée au 31e rang de la Fédération internationale de volley-ball au 10 juillet 2022.

## Sélection actuelle
Sélection pour les qualifications aux championnats d'Europe de 2015.
| No                                | Nom                               | Date de naissance                 | Taille | Poids | Poste                        | Club                         |
| --------------------------------- | --------------------------------- | --------------------------------- | ------ | ----- | ---------------------------- | ---------------------------- |
| 2                                 | Anna Harlin                       | 25 février 1989                   | 175    | 64    | Passeuse                     | Sollentuna VK                |
| 3                                 | Aida Rejzovic                     | 14 décembre 1987                  | 185    | 70    | Centrale                     | Ladies in Black              |
| 4                                 | Jonna Wasserfaller                | 20 avril 1994                     | 176    | 76    | Centrale                     | Hylte/Halmstad VK            |
| 5                                 | Ingrid Andrea Jacobsson           | 10 avril 1987                     | 185    | 70    | Attaquante                   | SES Calais                   |
| 7                                 | Sofie Sjöberg                     | 22 août 1993                      | 169    | 70    | Passeuse                     | Engelholms VS                |
| 9                                 | Rebecka Lazic                     | 24 avril 1994                     | 186    | 70    | Réceptionneuse-attaquante    | Racing Club de Cannes        |
| 10                                | Isabelle Haak                     | 11 juillet 1999                   | 194    | 76    | Attaquante                   | Engelholms VS                |
| 11                                | Alexandra Lazic                   | 24 avril 1994                     | 186    | 70    | Réceptionneuse-attaquante    | Racing Club de Cannes        |
| 12                                | Freja Moren                       | 1er janvier 1990                  | 182    | 70    | Centrale                     | Lindesberg VBK               |
| 14                                | Johanna Edberg vieira             | 19 décembre 1987                  | 163    | 57    | Libero                       | Hainaut Volley               |
| 16                                | Stina Rix                         | 14 juin 1997                      | 183    | 73    | Centrale                     | RIG Falköping                |
| 17                                | Anna Haak                         | 19 septembre 1996                 | 179    | 65    | Réceptionneuse-attaquante    | Engelholms VS                |
|                                   |                                   |                                   |        |       |                              |                              |
| Encadrement technique             | Encadrement technique             |                                   |        |       | Légende                      | Légende                      |
| Entraîneur : Tina Celinder-Nygren | Entraîneur : Tina Celinder-Nygren | Entraîneur : Tina Celinder-Nygren |        |       | : Capitaine                  | : Capitaine                  |
| Entraîneur(s) adjoint(s) :        | Entraîneur(s) adjoint(s) :        | Entraîneur(s) adjoint(s) :        |        |       | : Joueur blessé actuellement | : Joueur blessé actuellement |

## Palmarès et parcours

### Palmarès
- Ligue d'argent européenne (2) : 
  -  : 2018 et 2022.

### Parcours

#### Championnat d'Europe
| - 1949 : Non participant - 1950 : Non participant - 1951 : Non participant - 1955 : Non participant - 1958 : Non participant - 1963 : Non participant - 1967 : 15e - 1971 : 15e - 1975 : Non qualifiée - 1977 : Non qualifiée |  | - 1979 : Non qualifiée - 1981 : Non qualifiée - 1983 : 18e - 1985 : Non qualifiée - 1987 : Non qualifiée - 1989 : Non qualifiée - 1991 : Non qualifiée - 1993 : Non qualifiée - 1995 : Non qualifiée - 1997 : Non qualifiée |  | - 1999 : Non qualifiée - 2001 : Non qualifiée - 2003 : Non qualifiée - 2005 : Non qualifiée - 2007 : Non qualifiée - 2009 : Non qualifiée - 2011 : Non qualifiée - 2013 : Non qualifiée - 2015 : Non qualifiée - 2017 : Non qualifiée | - 2019 : non qualifiée - 2021 : 8e - 2023 : |